# Canthidium seladon
Canthidium seladon là một loài bọ cánh cứng trong họ Bọ hung (Scarabaeidae).